# Éditions de Châteaudun
 (septembre 2020).
Si vous disposez d'ouvrages ou d'articles de référence ou si vous connaissez des sites web de qualité traitant du thème abordé ici, merci de compléter l'article en donnant les références utiles à sa vérifiabilité et en les liant à la section « Notes et références ».
Les éditions de Châteaudun, fondées d'abord sous le nom Éditions Mireille en 1956 par Marijac , l'un des grands hommes de la BD populaires en France, est un petit éditeur de Petit format.
D'abord sise au 58 rue de Châteaudun (d'où le nom de l'éditeur à partir de 1958), Paris 9e (France), l'éditeur s'installe ensuite au 78 rue de Provence, Paris 9e (France).
Malgré la petite taille de l'éditeur, Marijac réussit tout de même à propulser quelques-unes de ses revues, tels que Coq hardi et à Frimousse, sur le devant de la scène.
Plus spécialisé sur les revues pour jeunes filles, il sait imposer une grande qualité en écrivant lui-même ses scénarios et en confiant les dessins à des dessinateurs de talent comme Dut, Christian Mathelot ou Claude Marin.
En 1971, l'éditeur cesse son activité. Certaines de ses bandes furent reprises par les Éditions Jeunesse et vacances.

## Les périodiques
| Titre                                    | Nombre de numéros | De | De            | À   | À                | Périodicité                                  | Remarque                                        |
| Titre                                    | Nombre de numéros | N° | Date          | N°  | Date             | Périodicité                                  | Remarque                                        |
| ---------------------------------------- | ----------------- | -- | ------------- | --- | ---------------- | -------------------------------------------- | ----------------------------------------------- |
| Aventures de Demain,                     | 30                | 1  | mars 1956     | 30  | août 1958        | mensuel                                      |                                                 |
| Bout d'chou,                             | 25                | 1  | 5 avril 1966  | 25  | mai 1970         | bimestriel                                   |                                                 |
| Coq hardi                                | 12                | 1  | mars 1962     | 12  | février 1963     | mensuel                                      |                                                 |
| Frimousse,                               | 252               | 17 | avril 1959    | 268 | janvier 1972     | mensuel                                      |                                                 |
| Frimoussette,                            | 126               | 1  | juillet 1964  | 126 | février 1972     | mensuel                                      |                                                 |
| Le Journal de Nano et Nanette            | 408               | 61 | 16 avril 1958 | 468 | 1er février 1966 | hebdomadaire                                 |                                                 |
| Les belles histoires de Nano et Nanette, | 60                | 1  | 15 mai 1955   | 60  | 12 avril 1958    | mensuel (nos 1 à 11) bimensuel (nos 12 à 60) | Devient Le Journal de Nano et Nanette au no 61. |
| Mark Trail,                              | 12                | 1  | mai 1964      | 12  | juin 1965        | mensuel                                      |                                                 |
| Mes Histoires Illustrées Préférées,      | 16                | 1  | février 1958  | 16  | avril 1959       | mensuel                                      | Devient Frimousse au no 17.                     |
| Princesse,                               | 176               | 1  | juillet 1963  | 176 | octobre 1982     | mensuel                                      |                                                 |

## Source
- Aventures de Demain, Paris, Éditions Mireille, 16 mars 1956, 64 p.
- Aventures de Demain, Paris, Éditions de Châteaudun, 5 mars 1958, 68 p.
- Mireille (périodique), Paris, Éditions de Châteaudun, 10 décembre 1953, 36 p.